# Neolamprologus modestus
Neolamprologus modestus (Synonym: Lamprologus modestus) ist eine Buntbarschart, die endemisch im Süden des Tanganjikasees vorkommt.

## Merkmale
Männchen von Neolamprologus modestus erreichen eine Maximallänge von 12 cm; Weibchen bleiben mit 10 cm etwas kleiner. Die Fische sind langgestreckt und haben einen graubeige bis graubraun gefärbten Körper mit einer etwas helleren Unterseite und zeigen manchmal fünf bis sechs undeutliche Querstreifen auf den Körperseiten. Das Maul ist endständig und zugespitzt. Die vier Vorderzähne sind  genau so lang wie die Caninen, kräftig und enden stumpf. Die Zähne auf der Pharyngealia sind molariform und dienen wahrscheinlich dazu Schneckengehäuse zu knacken. Die Flossen sind blassblau gesäumt. Die Rückenflosse hat mehr als 15 Hartstrahlen, die Afterflosse 5 oder 6. Im Unterschied zu Neolamprologus mondabu, der eine konkav eingebuchtete Schwanzflosse hat, ist die Schwanzflosse von Neolamprologus modestus leicht abgerundete.
- Schuppenformel 33–37 (mLR)

## Lebensweiseraum und Lebensweise

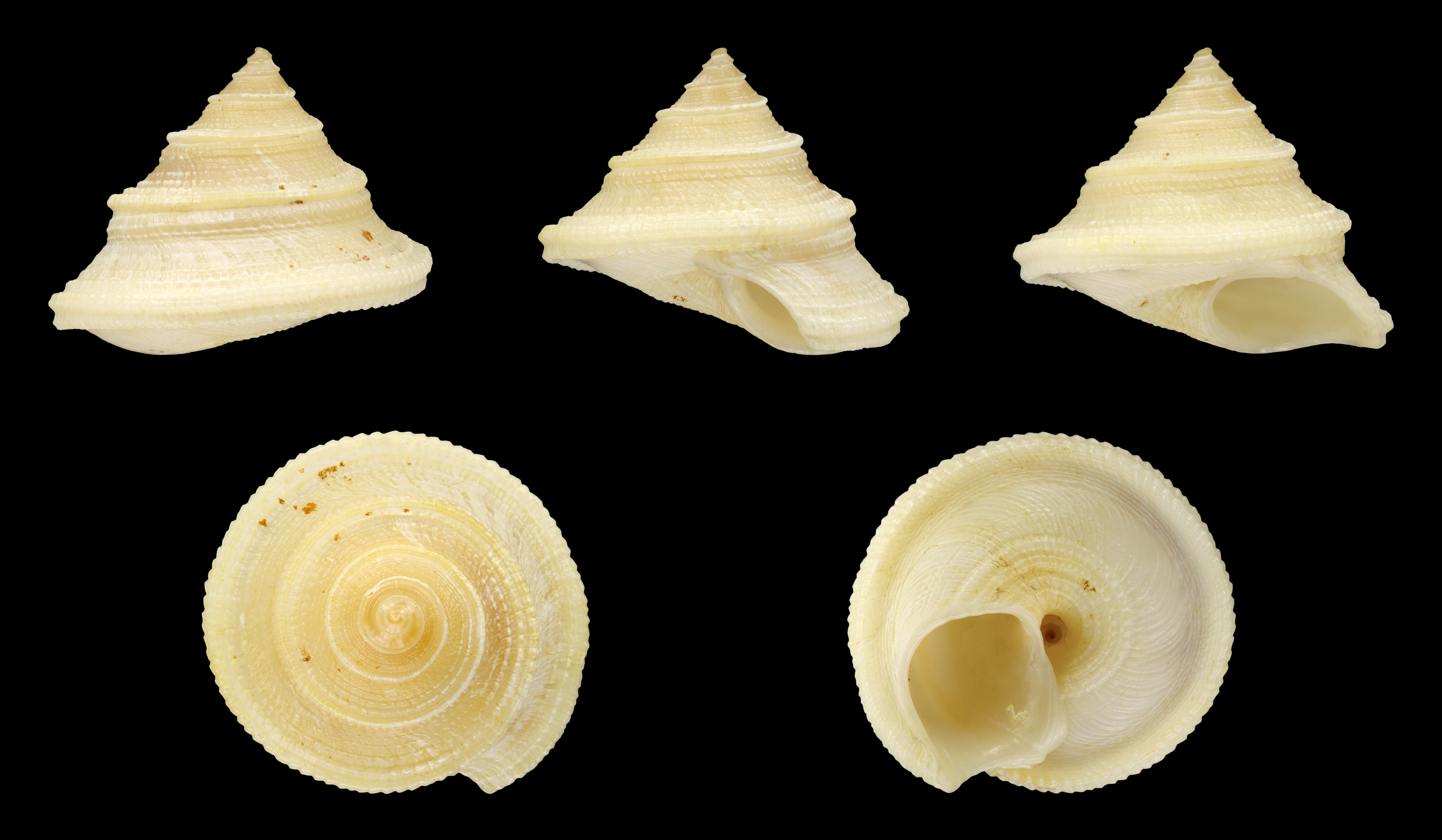
Die Schnecke Chytra kirki gehört zu Nahrung von Neolamprologus modestus

Neolamprologus modestus kommt nur im Süden des Tanganjikasees vor, zählt dort zu den häufigsten Arten und lebt als Einzelgänger oder in kleinen Gruppen. Im Norden des Sees wird die Art durch den sehr ähnlichen Neolamprologus mondabu ersetzt. Die Tiere leben an Felsküsten, wandern zur Fortpflanzung jedoch in die Sandzone. Sie sind Höhlenlaicher und bauen zur Eiablage einen schräg verlaufenden, tiefen Tunnel in einer offenen Sandfläche. Der Eingang wird dabei von einem Stein oder größeren Schneckenhaus gestützt. Bei Magenuntersuchungen fand man Schalenreste von kleinen Schneckenarten, die im Tanganjikasee vorkommen (Chytra kirki, Spekia zonata, Paramelania demoni und Tanganycia rufofilosa). Außerdem frisst Neolamprologus modestus unter anderem den Laich des Tanganjika-Leuchtaugenfisch (Lamprichthys tanganicanus).